# Історія Кенії
Кенія була населена людьми та їх предками протягом всієї своєї історії, хоча історія Кенії як незалежної держави досить коротка.

## Доісторичний період
Територія сучасної Кенії була заселена людьми в період раннього палеоліту. Деякі дослідники включили її в ареал прабатьківщини людства. Згідно теорії еволюції людина походить від приматів і найдавніші зразки мавпоподібних людей знайдені на стоянці Кообі-Фора на східному березі озера Рудольф на півночі Кенії. Відкривач стоянки Річард Лікі визначив вік решток мавпоподібної людини (гомініда) у 3-2 млн років тому. На стоянці знайдені знаряддя олдувайської культури і залишки скелетів австралопітеків. Більш пізніші пам'ятки — група стоянок ашельської культури в Олоргезайлі. Пам'ятники, залишені людьми сучасного вигляду, відкриті в печері Гембл та на інших стоянках культури Ельментейта. Найранішим населенням в епоху неоліту на території Кенії згідно з археологічними даними, були койсанські народи та кушити — 5-2 тис. до н. е. У 1 тис. до н. е., під час кінця бронзової доби та початку епохи заліза з півночі в Кенію прийшли нілоти, а з заходу народи банту.

## Давня історія
Арабські купці почали відвідувати узбережжя Кенії близько 1 ст. н. е. Близькість Кенії до Арабського півострова сприяла колонізації, і арабські та перські поселення розповсюдилися вздовж узбережжя у 8 ст. У 1 тис. н. е. нілотські і бантські племена прийшли у цей регіон і становлять зараз близько три чверті населення Кенії. В результаті взаємодії арабів з банту та іншими етнічними групами склався народ суахілі.

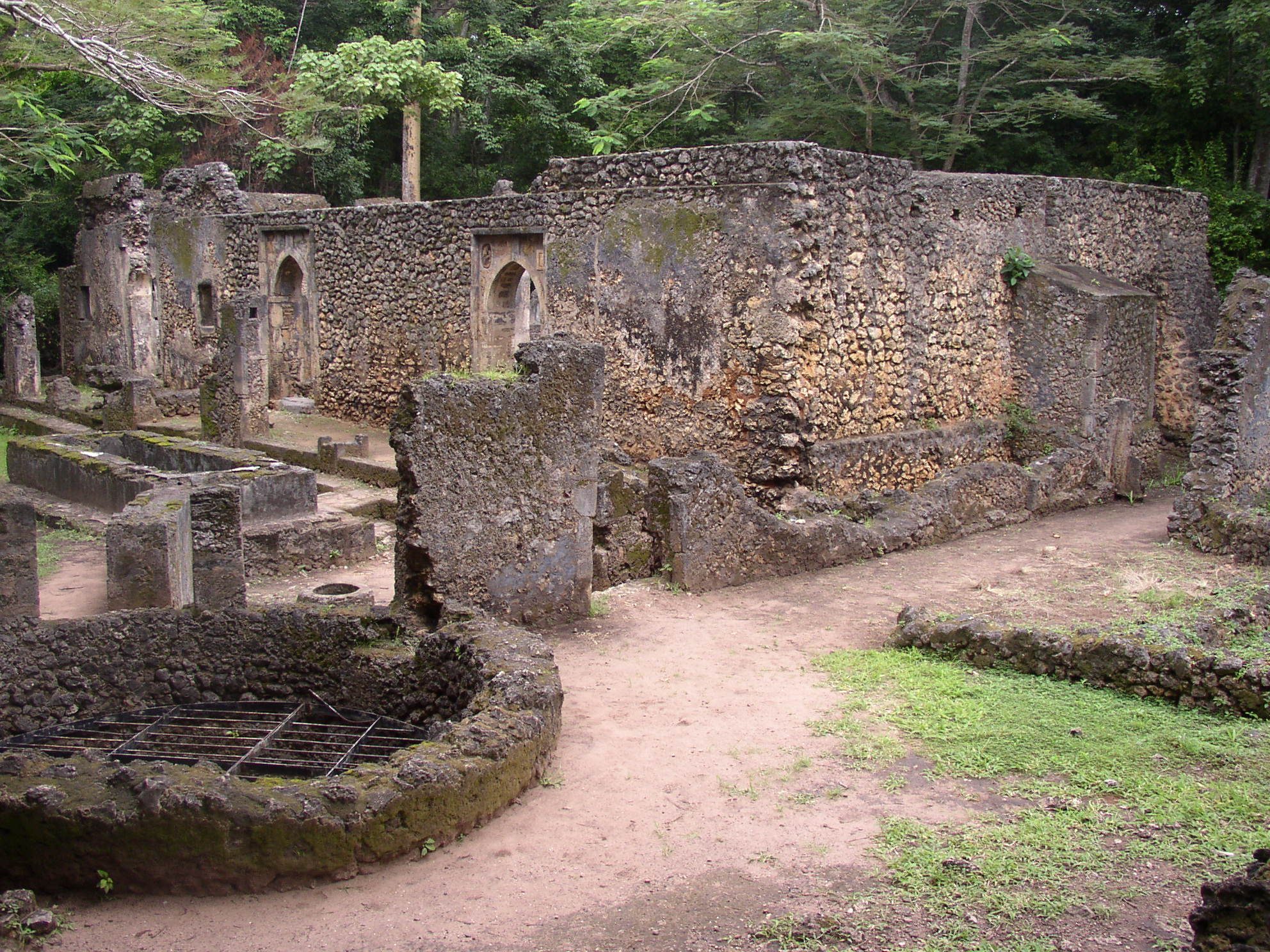
Залишки великої мечеті в Геде (13 ст.)

Становлення і розвиток суахілійської культури відбувалися в торгових містах. Найважливішими з міст на території Кенії були Паті, Малінді і Момбаса. З появою португальців у 1498 році почалася тривала боротьба за цю частину Африки, яка завершилася перемогою правителів Оману. Під час правління одного з них, Сеїда Саїда, (саме він на початку XIX ст. переніс столицю держави на о. Занзібар), розгорнулася торгівля з народами, що жили у внутрішніх районах материка.

## Колонізація Кенії
В середині XIX ст. у ці райони почали проникати європейські дослідники. Інтереси Британської імперії визначилися в кінці XIX ст., багато в чому під впливом суперництва з Німеччиною. У 1887 р. приватна Британська східно-африканська компанія взяла у Сеїда Саїда в оренду смугу шириною 10 км вздовж узбережжя. У 1895 р. компанія передала землі, що знаходилися під її контролем, уряду Великої Британії, який оголосив про встановлення протекторату на території до о. Наіваша на заході. У 1902 р. до цього протекторату була приєднана східна частина Уганди, а в 1920 р. протекторат був скасований і Кенія стала колонією, хоча прибережна смуга її території, орендована у султана Занзібару, залишилася протекторатом.

## Під владоюВеликої Британії(1900–1964)
Виходячи передусім з власних економічних і стратегічних інтересів, уряд Великої Британії ухвалив рішення про будівництво залізниці, яка б зв'язувала Момбасу з протекторатом Уганди. Цей шлях, що почав діяти в 1903 р., став не тільки зразком інженерного мистецтва, але й вирішальним чинником у сучасній історії Кенії. Для роботи на будівництві залізниці було ввезено значну кількість індійських робітників, і багато з них осіли в Кенії. Залишилося й багато індійських торговців, які оцінили перспективи розвитку торгівлі у внутрішніх районах країни. Щоб окупити витрати на будівництво й експлуатацію дороги, було необхідно у стислі строки створити прибуткову економіку, але, оскільки африканське населення вело натуральне господарство, уряд став заохочувати переселення європейців на родючі землі нагір'я. Залізниця буквально «відкрила» внутрішні райони для європейських фермерів, місіонерів і чиновників; разом з тим вона сприяла боротьбі з рабством, хворобами і голодом.
На час завершення будівництва дороги збройний опір африканського населення британським колоніальним захопленням фактично припинився, але хвиля європейських поселенців до Кенії дала африканцям вагомі підстави для невдоволення. Щоб забезпечити європейських поселенців (головним чином британців і південних африканців) земельними наділами, масаїв відтіснили на південну частину рівнини Лоїта в 1913 році. Свої права на деякі землі, виділені колоніальною адміністрацією європейцям, пред'явили кікую.
Хоча вся влада знаходилася в руках губернатора, у 1906 р. були сформовані консультативні Виконавча і Законодавча ради, що складалися з осіб, призначених колоніальною адміністрацією. У 1920 р., після утворення колонії, білим поселенцям було надано право обирати представників до Законодавчої ради. Поселенці розраховували створити відповідальний перед виборцями уряд, причому, домагаючись розширення свого представництва, виступали проти аналогічних вимог численнішої індійської громади. У 1923 р. вийшла знаменита «біла» книга британського Міністерства у справах колоній, де підкреслювався пріоритет інтересів африканців. І хоча білі поселенці не досягли самоврядування, представництво в Законодавчій раді індійців і арабів (уперше вони були допущені до цього органу в 1924 році) залишалося непропорційно низьким. Інтереси африканського населення виражав європеєць, призначений колоніальною владою.
Під час Другої світової війни територія Кенії була важливим плацдармом, звідки здійснювалися захоплення Італійського Сомалі та операції зі звільнення Ефіопії. Війна стала могутнім стимулом для підйому африканського національно-визвольного руху. Губернатор Кенії у 1944 р. вперше призначив африканця членом Законодавчої ради, в тому ж році була створена перша багатонаціональна політична партія африканців — Кенійський африканський союз. Керівні посади в цій організації невдовзі захопили кікую, найактивніша африканська етнічна група, яка найбільше постраждала від європейців. У 1947 році союз очолив Джомо Кеніатта, в минулому — президент Центральної асоціації кікую.
Кількість членів Законодавчої ради поступово збільшувалася, і вона ставала менш залежною від губернатора і його адміністративного апарату. У 1952 році Законодавча рада стала багатонаціональним органом, до її складу входили виборні члени — 14 європейців, 1 араб, 6 вихідців з Азії, а також 6 африканців і 1 араб, що призначалися губернатором. У 1954 р. була сформована рада міністрів як впливовий орган виконавчої влади.

### Повстання Мау-Мау

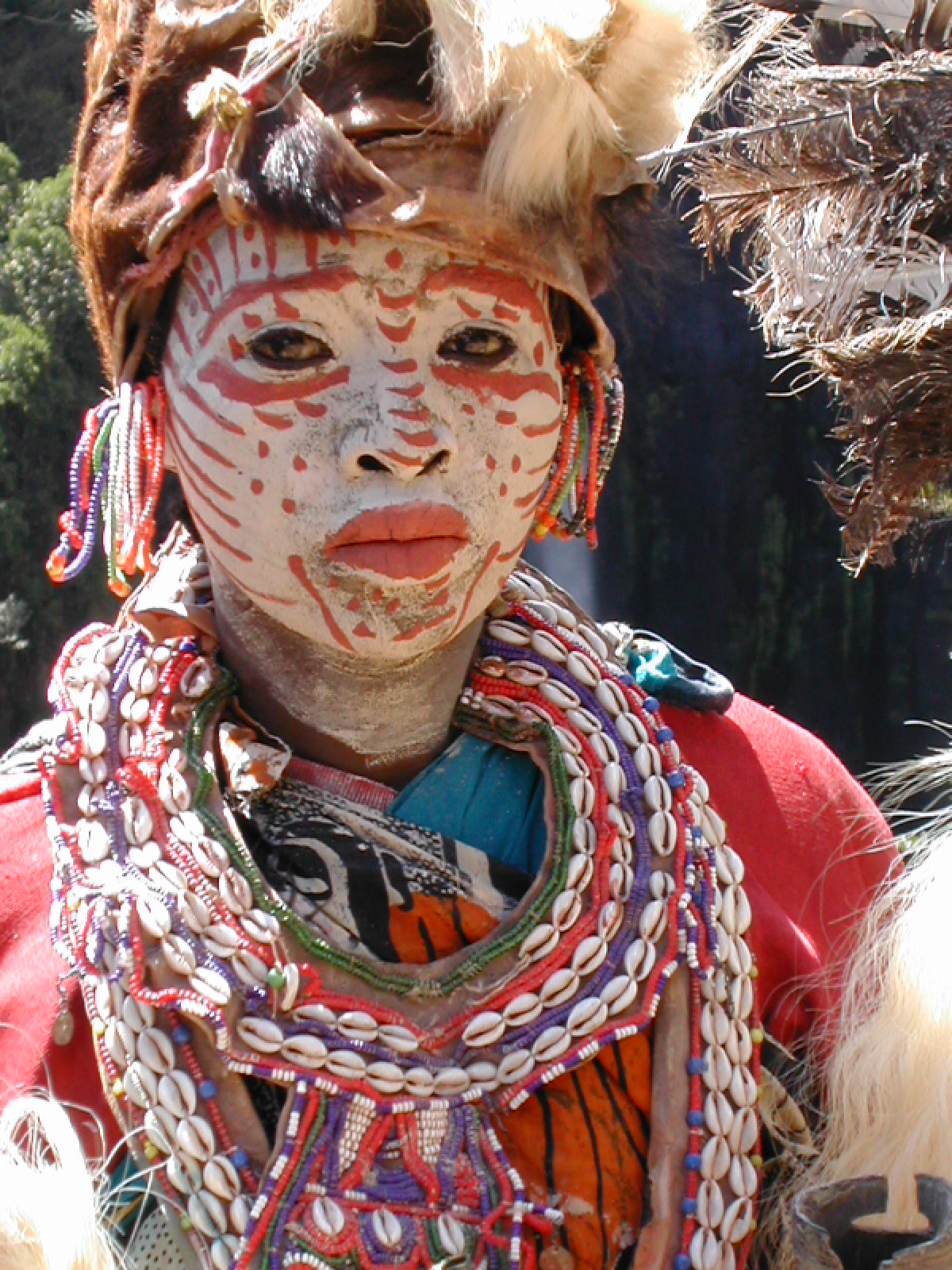
Жінка кікую

Найважливішою віхою в історії Кенії стало збройне повстання Мау-Мау (1952–1956) — визвольний рух, спрямований проти колоніального режиму і білих поселенців. Головною рушійною силою повстання стали кікую, однак існували побоювання, що основні цілі руху — протест проти насильного захоплення земель африканців, боротьба проти європейців і цінностей західної цивілізації — можуть здобути підтримку й інших народів Кенії. Учасники руху Мау-Мау (питання про походження цієї назви залишається спірним) воювали не тільки проти англійців, але й проти тих кікую, яких вони вважали зрадниками. Численні жертви свідчать про жорстокість повстанців, а також тих, хто придушив повстання. Проти Джомо Кеніатти було висунуто обвинувачення у керівництві повстанням, і в 1953 р. він був засуджений до семи років каторжних робіт. У 1959 р. Кеніатта був звільнений з в'язниці і засланий у віддалене село на півночі Кенії, де знаходився до 1961 року.
Після того, як рух Мау-Мау в основному припинив свою терористичну діяльність, до складу Законодавчої ради було вирішено обрати шістьох африканців. Однак виборче право обмежувалося освітнім та іншими цензами. Згідно з конституцією 1958 року, представництво африканців у раді було розширене, але лідери африканського населення вимагали проведення демократичних виборів за принципом «одна людина — один голос». Вихідці з Європи та Азії, що становили меншину населення, побоювалися наслідків проведення загальних виборів.
На конференції, що пройшла в 1960 році в Лондоні, була досягнута угода між африканською стороною та європейцями з Партії нової Кенії, яку очолював Майкл Бланделл. Непримиренні представники білої меншини виступили проти цієї угоди, спрямованої на ліквідацію расової сегрегації і підготовку країни до отримання статусу незалежної держави. Після конференції була сформована нова партія — Кенійський національний африканський союз (КАНУ), що проголосив гасло «Ухуру» («Свобода»). На чолі союзу стояли лідер кікую Джеймс С. Гичуру і профспілковий діяч Тому Мбоя. Згодом у рядах КАНУ почалися протиріччя, й утворилася опозиційна партія Демократичний союз африканців Кенії (КАДУ), на чолі з Р. Нгалою і М. Муліро. У лютому 1961 році відбулися вибори до Законодавчої ради, на яких КАНУ завоював 18 із 33 відведених африканцям місць, а КАДУ — 11.
Ще 20 місць були зарезервовані за представниками європейської, азійської й арабської громад. Спочатку обидві партії відмовилися від участі в уряді, висунувши умовою звільнення Кеніатти з ув'язнення, але в квітні представники КАДУ все ж увійшли до складу уряду. У серпні Кеніатта був звільнений, а в жовтні очолив КАНУ.
Ні КАНУ, ні КАДУ не були задоволені діючою конституцією, тому було відновлено переговори з англійцями. КАНУ виступав за прискорене надання незалежності і створення сильного центрального уряду. КАДУ виношував плани щодо створення аморфної федерації автономних провінцій. Основою для продовження переговорів у квітні 1962 року була ухвалена компромісна конституція, запропонована Великою Британією, і після цього був сформований коаліційний уряд КАНУ — КАДУ, до якого увійшли Кеніатта і Нгала. Конституція передбачала створення двопалатного парламенту, що складався з Палати представників (117 членів) і Сенату (41 член). В адміністративному відношенні Кенія була розділена на сім напівавтономних округів, у кожному з яких функціонували регіональні законодавчі збори. Принцип резервування певного числа місць для осіб неафриканського походження був знехтуваний, і в травні 1963 р. відбулися парламентські вибори. КАДУ встановив контроль над законодавчими зборами провінцій Рифт-Валлі, Прибережної і Західної.

## Незалежність Кенії
КАНУ завоював більшість місць у Сенаті і Палаті представників, а також у законодавчих зборах провінцій Центральної, Східної і Ньянза. Через бойкот по-сепаратистськи налаштованими сомалійцями були зірвані вибори до Північно-Східної провінції, тому там не сформувався місцевий законодавчий орган, і місця представників цієї провінції у Сенаті і Палаті представників залишилися вакантними. Проте Кенія досягла внутрішнього самоврядування, і Джомо Кеніатта став першим прем'єр-міністром країни. Незважаючи на протести КАДУ, в жовтні 1963 року Велика Британія і КАНУ досягли угоди про внесення поправок до конституції, спрямованих на зміцнення влади центрального уряду. 12 грудня 1963 року Кенія здобула незалежність. У 1964 році країна була проголошена республікою; конституційні поправки ще більше розширили повноваження центрального уряду.
Після здобуття незалежності Кенія офіційно заявила про свою прихильність політиці неприєднання, але фактично проводила прозахідну політику. Уряд країни приділяв велику увагу створенню союзу з іншими державами Східної Африки. Хоча Кенії, Танзанії й Уганді не вдалося утворити Східно-африканську федерацію, їхні зусилля привели до виникнення в 1967 році Східно-африканського економічного співтовариства (СЕП), що дозволило зберегти митний союз та інші спільні регіональні економічні організації, до яких всі три країни входили ще з колоніальних часів. Через політичні та економічні протиріччя, які виникли в 1970-х роках між країнами-учасницями, СЕП практично припинило своє існування у 1977 році, а в 1984 році було офіційно розпущене. Погіршилися відносини з Сомалі, яке підтримало виступи сомалійського населення Кенії за вихід Північно-Східної провінції зі складу держави. У 1968 році була досягнута угода про нормалізацію відносин між обома країнами, і сепаратистський рух сомалійців на північному сході Кенії швидко згас.
Після саморозпуску КАДУ в 1964 р. упродовж деякого часу КАНУ залишався єдиною політичною партією в країні. Однак у 1966 році в ньому стався розкол, і частина членів на чолі з колишнім віце-президентом Кенії Огингою Одінгою створила опозиційний Союз народу Кенії (КПУ). Він відстоював більш «науковий» шлях до соціалізму і критикував уряд за повільні темпи перерозподілу землі й ігнорування проблеми працевлаштування кенійців, а в сфері зовнішньої політики закликав до зближення з комуністичними країнами. КПУ здобув підтримку тільки в районах, населених луо. У червні 1969 року був убитий член уряду Тому Мбоя, луо за етнічною приналежністю. Його вважали вірогідним наступником Кеніатти на посаді президента. Відносини між кікую і луо загострилися, і після безпорядків у районах проживання луо уряд заборонив КПУ. Таким чином, Кенія залишилася однопартійною державою. Одинга провів 15 місяців під домашнім арештом, але в 1971 році, невдовзі після звільнення, знову вступив до КАНУ.
Незважаючи на боротьбу фракцій, що продовжувалася в КАНУ і в уряді, при Джомо Кеніатті, авторитетному лідерові, який беззмінно керував Кенією з 1963 року, політична обстановка в країні стабілізувалася. Проте наростала соціальна напруженість. Через швидкі темпи природного приросту населення і значний потік сільського населення до міст там зростали безробіття і злочинність. Постійним джерелом невдоволення африканського населення було привілейоване положення в економіці європейців і вихідців з Азії.
Після смерті Кеніатти в 1978 році його наступником на посаді президента став колишній віце-президент Данієл арап Мої, календжин за етнічною приналежністю. Він швидко зміцнив свої позиції, хоча, на думку критиків, його режим був авторитарним і корумпованим. У середині 1982 р. молодші офіцери Військово-повітряних сил за підтримки студентів зробили невдалу спробу скинути Данієла арап Мої. Уряд закрив на рік університет у Найробі, притягнув тисячу осіб до судової відповідальності за участь у перевороті, і в 1985 році два його організатори були повішені за вироком суду.
Владні структури Кенії були вражені корупцією. Роберт Оуко, високопоставлений луо в кабінеті Данієла арап Мої, був убитий через кілька місяців після того, як йому було доручене офіційне розслідування за фактами корупції. Коли з'ясувалося, що до вбивства Роберта Оуко причетний найближчий соратник президента Ніколас Бівотт, і що він втратив підтримку серед луо, Данієл арап Мої відправив його у відставку. На знак протесту проти «зростаючої жорстокості» режиму Німеччина відкликала свого посла з Найробі, а іноземні кредитори почали чинити фінансовий тиск на уряд Данієл арап Мої, щоб той дозволив діяльність інших політичних партій. Данієл арап Мої пішов на поступки, і в грудні 1992 року до Конституції Кенії була внесена відповідна поправка.
Головним опонентом КАНУ став Форум за відновлення демократії (ФОРД), десятки провідних членів КАНУ перейшли до інших партій. ФОРД, на чолі якого стояли Огинга Одінга і Кеннет Матіба, невдовзі розколовся за етнічною ознакою. На демократичних президентських виборах у грудні 1992 року, що відбулися вперше за чверть століття, Данієл арап Мої здобув 37% голосів, Матіба — 26%, Мваї Кибаки (його підтримувала переважно Демократична партія кікую) — 19% і Огинга Одінга — 18%. Із 188 місць у Національній асамблеї КАНУ завоював 97. У 1993 році уряд Данієл арап Мої погодився на проведення економічних реформ, до яких його давно підштовхували Світовий банк і МВФ, після чого вони надали Кенії як допомогу значні кошти для обслуговування зовнішнього боргу, що сягав 7,5 млрд доларів. Данієл арап Мої не припиняв повторювати, що багатопартійність сприятиме посиленню етнічних конфліктів.

### Економічне пожвавлення (1990–1997)
У середині 1990-х років намітилися демографічні, економічні і політичні тенденції, що створювали основу для зростання добробуту населення і розвитку демократії. Щорічні темпи природного приросту населення країни, які були одними з найвищих у світі (4%), у 1995–1998 роках скоротилися до 2,2%, як внаслідок зниження народжуваності, так і збільшення смертності через поширення СНІДу. Продовжувала зростати економіка, основними галузями якої залишалися споживче сільське господарство, експортне виробництво чаю і кави, туризм. За підрахунками кенійського уряду, в 1995 році ВВП країни зріс на 5%, а в 1996 — на 4%. Кенія продовжувала поступ до багатопартійної демократії, напередодні загальних виборів 29 грудня 1997 року пройшли пожвавлені дискусії про конституційну реформу.

### Нова криза (1997-)
У 1997–1998 рр. накопичений позитивний потенціал був підірваний сукупністю політичних, економічних і природних чинників. Передвиборча кампанія супроводжувалася численними актами насильства в центральній частині і на узбережжі Кенії. Це порушило звичайний хід сільськогосподарських робіт. Запекла передвиборча боротьба провідних політичних партій завершилася переобранням Данієла арап Мої на п'ятий п'ятирічний (останній для нього) президентський термін. На початку 1998 року сильні зливи під час проходження тайфуну знищили посіви, розмили дороги і зруйнували мости на головній транспортній артерії країни, що з'єднує порт Момбаса з Найробі. Сільському господарству, в тому числі його експортним галузям, було завдано істотних збитків. Після повідомлень у іноземних засобах масової інформації про акти насильства та епідемії потік іноземних туристів до Кенії різко скоротився.
У серпні 1998 року будівля посольства США в Найробі була знищена терористами. Загинули понад 200 кенійців і 12 американців, сотні людей отримали поранення. У країні поширилася корупція, що стала гальмом економічного, соціального і політичного розвитку. МВФ, Світовий банк і країни ЄС попередили Кенію про можливе припинення економічної і фінансової допомоги.